# Microrégion de Barra
 (février 2025).
Si vous disposez d'ouvrages ou d'articles de référence ou si vous connaissez des sites web de qualité traitant du thème abordé ici, merci de compléter l'article en donnant les références utiles à sa vérifiabilité et en les liant à la section « Notes et références ».
La microrégion de Barra est l'une des quatre microrégions qui subdivisent la vallée du São Francisco de l'État de Bahia au Brésil.
Elle comporte 7 municipalités qui regroupaient 168 180 habitants en 2006 pour une superficie totale de 32 156 km2.

## Municipalités[1]
- Barra
- Buritirama
- Ibotirama
- Itaguaçu da Bahia
- Morpará
- Muquém de São Francisco
- Xique-Xique